# Sant Martí del Balaguer
Sant Martí del Balaguer és una església romànica del municipi de Viver i Serrateix (Berguedà) inclosa en l'Inventari del Patrimoni Arquitectònic de Catalunya.

## Descripció
Església romànica d'una sola nau coberta originàriament amb una volta de canó, que en enfonsar-se fou substituïda per una de rajoles i teules, actualment mig enterrada. A llevant hi ha un absis semicircular, més petit que la nau, cobert amb una volta de quart d'esfera i amb una finestra d'arc de mig punt adovellat. L'aparell és de carreus desiguals i disposats en filades irregulars.
A migdia uns grans contraforts reforcen la construcció. A tramuntana s'obre la porta adovellada i a llevant un petit campanar d'espadanya d'una sola obertura. L'aparell, fet amb carreus desiguals, sembla indicar dues etapes constructives.

## Història
L'església de Sant Martí de Balaguer, coneguda també com a Sant Martí de Montdarn o de la Quadra, surt esmentada en la documentació del segle xii (1131) com a pertanyent al castell de Querol. Consta com a sufragània de Sant Joan de Montdarn. Poc abans d'arribar a l'església hi ha les restes del suposat castell de Balaguer, totalment en ruïnes i amb pocs vestigis, ja que la pedra s'aprofità per altres construccions posteriors. Durant el segle xiv era senyor d'aquest lloc Alemany de Tort, el qual faria construir aquest castell o gran casal-fortalesa de Balaguer.
Sant Martí va perdre la seva volta al segle XVII; aleshores un retaule de l'altar major d'aquesta època fou traslladat a l'església parroquial de Sant Miquel de Viver. En enfonsar-se la volta l'edifici restà abandonat fins que el 1910 fou mínimanent reconstruït i restaurat. Actualment es troba abandonat.
Prop de l'església hi ha les restes d'una pedra considerada un menhir.